# دوبیدوبیدو
«دوبیدوبیدو» یک آهنگ اسپانیایی محصول سال ۲۰۰۳ از کریستل خواننده کودک شیلیایی است. این آهنگ به دلیل استفاده در «میم گربه» در ژاپن محبوبیت پیدا کرد. ویدئوهای میم اینترنتی از اواخر ۲۰۲۳ تا اوایل ۲۰۲۴ و با نام مستعار «چیپی چیپی چاپا چاپا» (ژاپنی: チピチピチャパチャパ) منتشر می‌شدند.

## انتشار
این آهنگ اولین بار در سال ۲۰۰۳ در برنامه تلویزیونی Rojo fama contra fama توسط کریستل اجرا شد و در اولین آلبوم او با نام کریستل نیز قرار گرفت.
کریستل در مصاحبه‌ای اظهار داشت که تهیه‌کننده آلبوم به آهنگساز گفته بود که می‌خواهد آهنگی از او بسازد که در آن کریستل دوستانش را با یک ماشین اسباب‌بازی به خانه‌اش دعوت می‌کند و آهنگساز آهنگ را حول این ایده نوشت.

## محبوبیت در ژاپن
این آهنگ در ویدیوهای میم که در سرویس‌های شبکه‌های اجتماعی از جمله تیک‌تاک به سرعت پخش شدند، استفاده شده است، و به ویژه شعر «چیپی چیپی چاپا چاپا» محبوبیت زیادی پیدا کرده است. این ویدیو یک گیف (GIF) تکرارشونده از یک گربه را نشان می‌داد که از یک طرف به طرف دیگر حرکت می‌کرد. این آهنگ ابتدا در اواخر سال ۲۰۲۳ در ایالات متحده محبوب شد، اما به تدریج در آسیا گسترش یافت.
در ۱۵ ژانویه ۲۰۲۴، این آهنگ به عنوان آهنگ برتر در جدول هفتگی آهنگ‌های پرطرفدار اسپاتیفای در ژاپن قرار گرفت. تا فوریه ۲۰۲۴، این آهنگ در آلمان، فنلاند و کره جنوبی نیز به یک آهنگ پرطرفدار تبدیل شد.